# Гръмляни (община Требине)
Гръмляни (на сръбски: Грмљани) е село в Босна и Херцеговина, разположено в община Требине, в ентитета на Република Сръбска. Населението му според преброяването през 2013 г. е 25 души, от тях: 25 (100,00 %) сърби.

## Население
Численост на населението според преброяванията през годините:
- 1961 – 244 души
- 1971 – 187 души
- 1981 – 124 души
- 1991 – 84 души
- 2013 – 25 души